# ねっとパラダイス
『ねっとパラダイス』は、2000年10月7日から2002年9月28日まで、テレビ朝日系列（ただし一部系列局除く）で毎週土曜18:30 - 19:00（JST、2001年3月までは18:28 - 18:58）に放送されたIT情報バラエティ番組である。番組タイトル表記は『ねeとパラダイス』。

## 概要
本番組は日本で初めて本格的なwebサイトとの連動を図ったテレビ番組である。番組の開始当初は番組タイトルを『com com ねっとパラダイス』として放送されていたが、中期は『ねっとパラダイス』、末期には『ねっとパラダイス・ファミリー総研』へと変更された。

## 出演者
- 麻木久仁子
- 財部誠一
- 関秀章（番組初期に出演、構成も兼任）
- 中丸徹（当時テレビ朝日アナウンサー、現在社会部記者）
- 加藤明日美（2001年3月で降板）
- 加藤あい（末期に出演）

## 備考
- 関西地区の系列局朝日放送（ABC）では、本番組の開始当初、自社制作番組である『部長刑事』シリーズを編成していたため、本番組は2002年3月31日まで、土曜17:00(キー局の特番編成時は15:00や16:00に放送開始)に放送された。その後、『部長刑事』シリーズの終了に伴い2002年4月7日よりキー局同時ネットで放送された。2002年4月以降、朝日放送の土曜17時枠では、『愛のエプロン』(同番組の深夜シリーズ・IIを放送)が放送され、同番組がゴールデンタイムに移行した2004年9月まで続いた。

## 『ねっとパラダイス・スペシャル』放送延期
放送開始直後の2000年12月30日に、年末年始特別番組として『ねっとパラダイス・スペシャル〜ワイキキビーチに連れてってよ♡〜』が放送される予定だったが、同年12月13日に「東芝クレーマー事件」が発生したことから同特番は放送延期となり、代わって前番組のアニメ『マシュランボー』の第25話と第26話の再放送に差し替えられた（スポンサーは大和証券グループ本社と三菱電機などが提供しているが、PT扱い）。同特番は、年明け後の2001年1月13日に改めて放送された。

## 番組終了後
番組終了翌週の2002年10月5日から関東ローカルで、放送時間を土曜日9:55 - 10:20に移し、後継番組として『サタデー総合研究所』を放送開始。同番組は財部、中丸が引き続き出演したほか、レギュラーMCをユンソナと同局アナウンサーの下平さやかが務め、2003年9月27日まで1年間放送された。